# Teresa Merena
Teresa Merena, po mężu Makowiecka (ur. 13 maja 1947) – polska narciarka, medalistka Zimowej Uniwersjady (1966, 1968, 1970), medalistka mistrzostw Polski.

## Kariera sportowa
Była zawodniczką MKS Beskid Nowy Sącz i AZS Zakopane. Jej największymi sukcesami w karierze były trzy medale Zimowej Uniwersjady w sztafecie 3 × 5 km. w 1968 zdobyła srebrny medal (z Krystyną Turowską i Marią Krok), w 1966 brązowy medal (z Weroniką Budny i Marią Krok), w 1970 również brązowy medal (z Krystyną Turowską i Marią Krok).
Na mistrzostwach Polski zdobyła w barwach AZS Zakopane wicemistrzostwo Polski w sztafecie 3 × 5 km w 1966 i 1968 oraz brązowe medale w tej samej konkurencji w 1969 i 1971.
Po ukończeniu studiów w Wyższej Szkole Wychowania Fizycznego w Krakowie pracowała jako nauczyciel wychowania fizycznego, m.in. w II Liceum Ogólnokształcącym im. Marii Konopnickiej w Nowym Sączu.